# Алтай (газогін)

Мапа-схема Газогону Алтай

Газогін Алтай — пропонований газогін для експорту природного газу з російського Західного Сибіру до північно-західного Китаю.

## Історія
Меморандум про постачання російського природного газу до Китаю було підписано головою правління «Газпрому» Олексієм Міллером і генеральним директором компанії CNPC Чень Ген під час візиту президента Росії Володимира Путіна до Китаю у березні 2006 року. Розробка проєкту було припинено через розбіжності з приводу цін на природний газ і конкуренцію з боку інших джерел газу на китайському ринку.
У 2013 році «Газпром» і CNPC домовилися про будівництво іншого газогону — «Сила Сибіру». у 2014, домовленості про будівництво газогону Алтай були відновлені під час саміту АТЕС.

## Маршрут
Газогін завдовжки 2800 км має розпочатися від компресорної станції Пурпейська на існуючому газогоні Уренгой-Сургут-Челябінськ, яким прямує природний газ з Надимського і Уренгойського родовищ в Західному Сибіру. Загальна довжина російської секції має скласти 2666 км, у тому числі 205 км в Ямало-Ненецькому автономному окрузі, 325 км в Ханти-Мансійському автономному окрузі, 879 км в Томській області, 244 км в Новосибірській області, 422 км в Алтайському краї, і 591 км в Республіці Алтай. Кінцевий пункт на території Росії є гірський перевал Канас. Велика частина газогону буде побудовано в рамках технічного коридору існуючих газогонів, таких як Уренгой-Сургут-Челябінськ, Північна Тюмень-Сургут-Омськ, Нижньовартовський газопереробний завод — Парабель, Парабель-Кузбас, Новосибірськ-Кузбас, Новосибірськ-Барнаул, і Барнаул-Бійськ. У Китаї газогін на території Синьцзяну, буде пов'язано з газогоном Захід-Схід.

## Технічний опис
Діаметр газогону заплановано 1420 мм (56 дюйми) Проєктна потужність газогону складе 30 млрд м³ природного газу на рік, кошторисна вартість проєкту, як очікується, до США $ 14 млрд. Газогін, як очікується, мав стати до ладу в 2011 році , побудовано і управлятися Томсктрансгаз, дочірньою компанією Газпрому

## Критика
Проєкт газогону зазнає критики з боку екологічних організацій, через плани будівництва газогону платом Укок, яке є ареалом існування сніжного барса та інших видів що знаходяться під загрозою зникнення. Також плато є сакральним місцем тубільців. Крім того, алтайські національні лідери побоюються що прокладка газогону, а також технічного шосе відкриють шлях до китайської експансії в Алтаї